# Haubenrinnenreflex

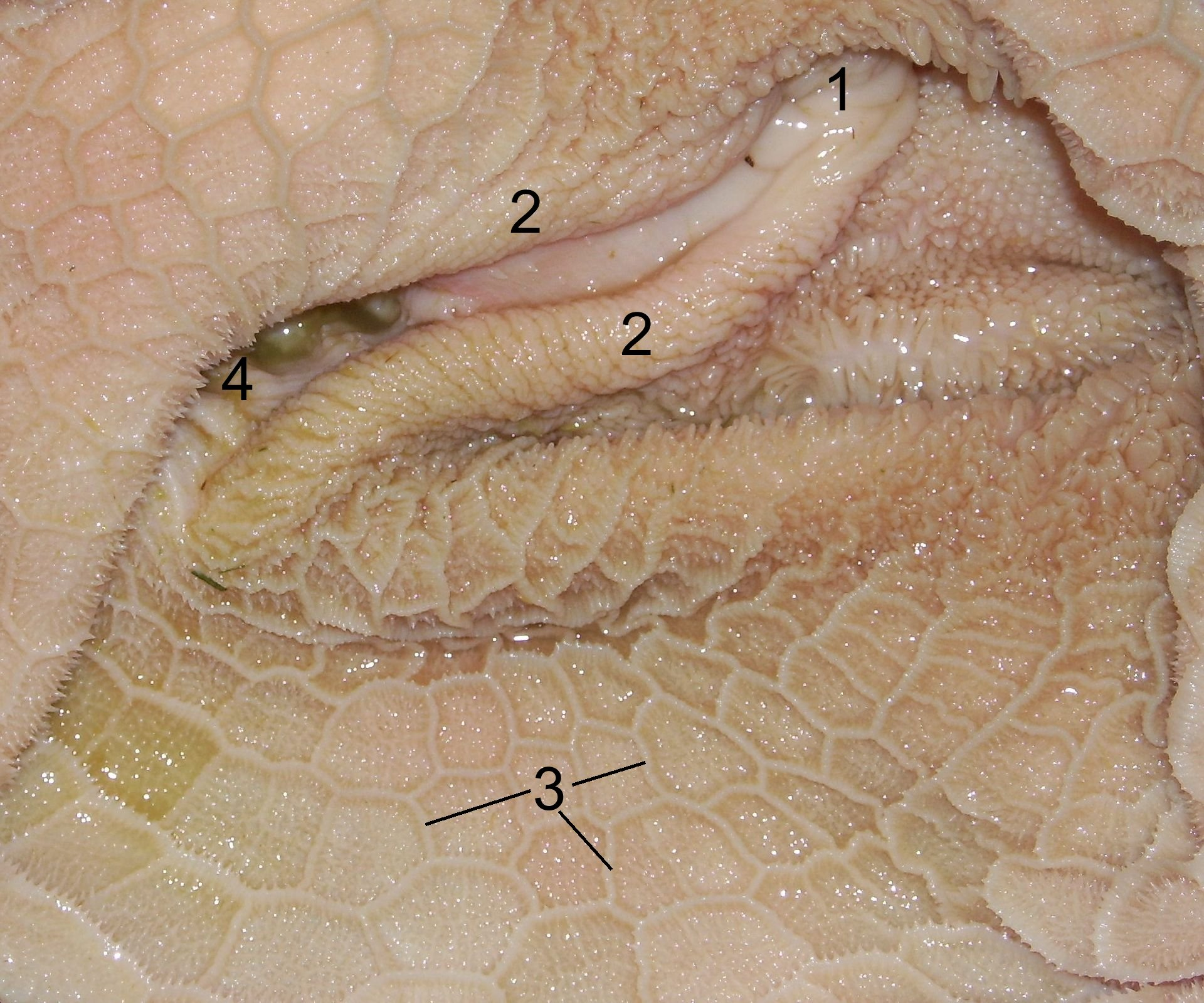
Schleimhaut im Inneren der Haube. 1 Speiseröhrenmündung, 2 Haubenlippen, 3 Haubenleisten, 4 Hauben-Psalter-Öffnung

Der Haubenrinnenreflex (veraltet Schlundrinnenreflex) ist ein unwillkürlich gesteuerter Bewegungsablauf (Reflex) in der Haube (Reticulum, auch Netzmagen genannt) bei Wiederkäuern in der Säugephase. Sinn des Reflexes ist es, die aufgenommene Milch auf kürzestem Weg direkt in den Labmagen zu transportieren, wo sie durch das Lab und die Salzsäure gerinnen kann.
Die morphologische Voraussetzung des Reflexes sind zwei muskulös gestützte Schleimhautwülste in der Haube (Haubenlippen), die von der Mündung der Speiseröhre zum Blättermagen (Syn. Psalter) führen. Über die Reizung von Chemorezeptoren in der Maulhöhle durch die Milch beim Saugen werden Impulse über den 9. Hirnnerv (Nervus glossopharyngeus) an das verlängerte Mark (Medulla oblongata) geleitet. Dieses sendet eine reflektorische Antwort über den 10. Hirnnerv (Nervus vagus) aus, der eine spiralige Drehung der beiden Haubenlippen und eine Öffnung der Hauben-Psalter-Öffnung auslöst. Dadurch wird die Milch von der Speiseröhrenöffnung über die Haubenrinne zwischen den beiden Haubenlippen zum Psalter und in diesem über die Psalterrinne direkt in den Labmagen weitergeleitet. Der Reflex ist konditionierbar, das heißt seine Ausprägung kann durch andere Sinnesreize verstärkt werden. Mit der Entwicklung der Vormägen verschwindet der Haubenrinnenreflex.
Experimentell lässt sich ein Haubenrinnenreflex auch durch die Gabe von Kupfer- oder Natrium-Salzen auslösen. Durch Verabreichung von Lokalanästhetika oder Atropin lässt sich der Reflex unterdrücken.
Bei falschen Fütterungsregimes kann der Reflex bei Kälbern ungenügend stattfinden, wodurch Milch in den noch unterentwickelten Pansen gelangt und hier durch Bakterien fehlvergoren wird („Pansensäufer“). Die Folge sind Verdauungsstörungen und Durchfälle. Mögliche Fehler sind z. B. das Tränken von zu kalter Milch oder eine falsche Haltung des Kalbes beim Tränken.